# ダニエル・ハンドラー
ダニエル・ハンドラー（Daniel Handler 別名レモニー・スニケット Lemony Snicket 1970年2月28日 - ）はカリフォルニア州サンフランシスコ生まれの小説家、脚本家。1992年ウェズリアン大学卒業。
ハンドラーの脚本には2003年の映画Rick（原作はヴェルディのオペラ『リゴレット』）、Kill the Poor（原作はジョエル・ローズの小説）がある。
ハンドラーはレモニー・スニケットの筆名で『世にも不幸なできごと』シリーズを執筆している。またLemony Snicket: The Unauthorized Autobiographyという作品も執筆した。